# Mortes em março de 2009

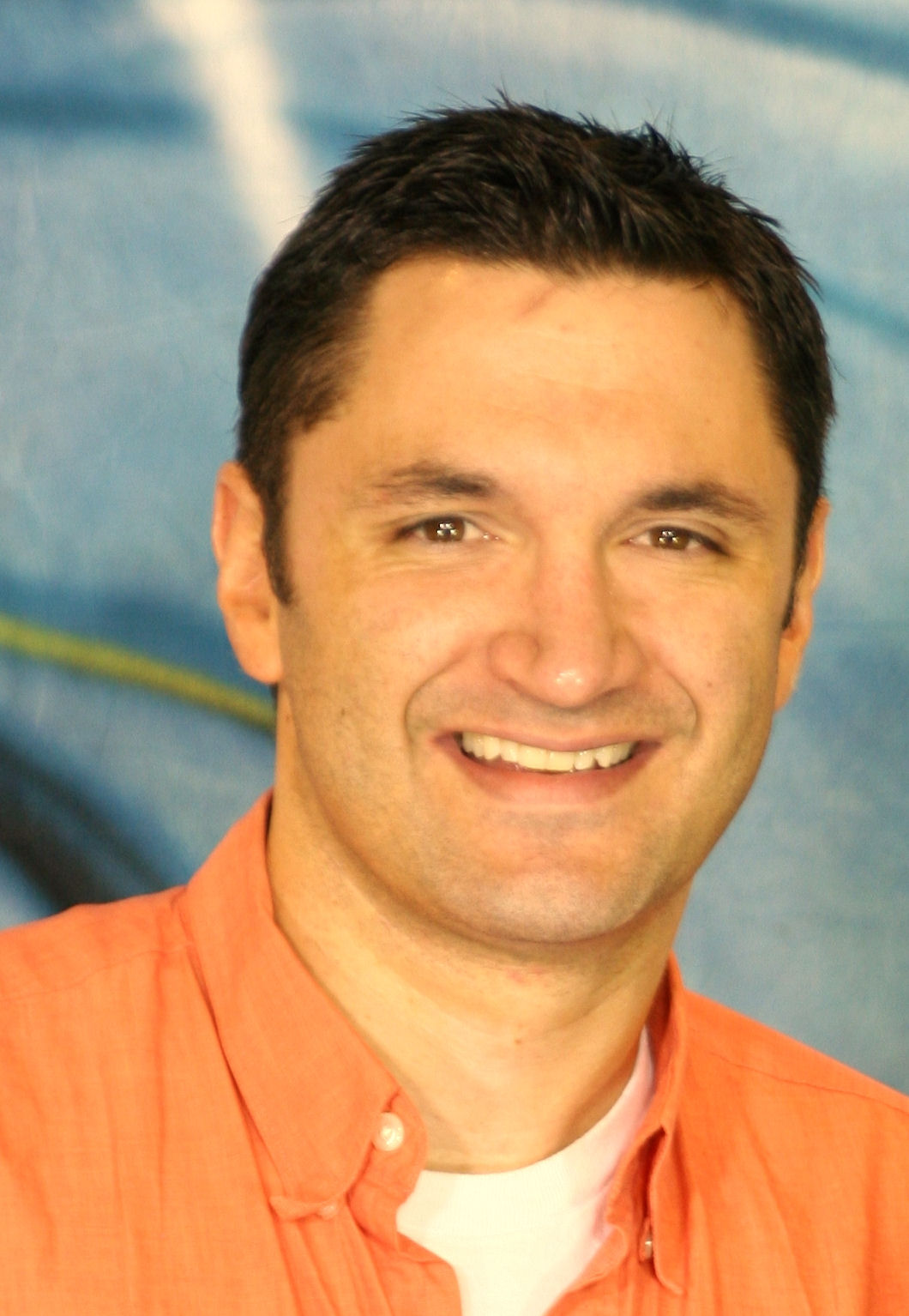
Andy Hallett, ator norte-americano.

Mortes em 2009: ← Janeiro – Fevereiro – Março – Abril – Maio – Junho – Julho – Agosto – Setembro – Outubro – Novembro – Dezembro →
A lista a seguir relaciona pessoas notáveis que morreram em março de 2009:

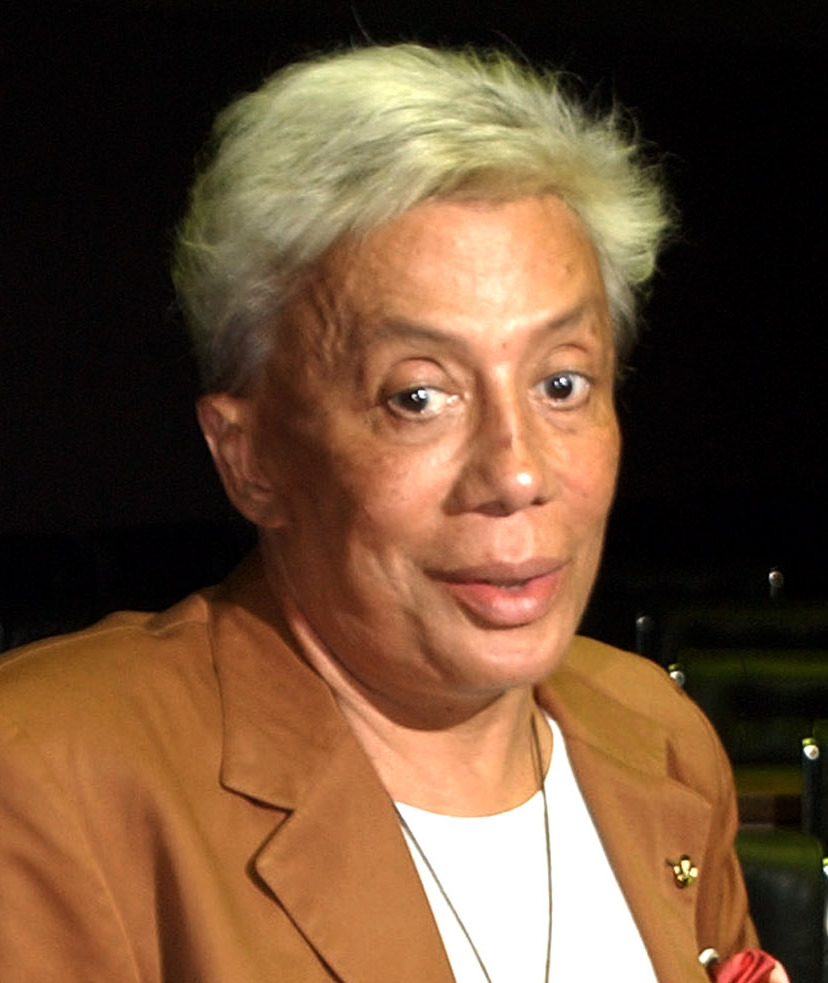
Clodovil Hernandes, estilista brasileiro.

| Dia | Nome                    | Profissão ou motivo de reconhecimento | Nacionalidade  | Ano de nasc. | Ref    |
| --- | ----------------------- | ------------------------------------- | -------------- | ------------ | ------ |
| 1   | Batista Tagmé Na Waié   | Militar                               | Guiné-Bissau   | 1949         | [ 1 ]  |
| 2   | Alexandre Léontieff     | Político                              | França         | 1948         | [ 2 ]  |
| 2   | João Bernardo Vieira    | Presidente da República               | Guiné-Bissau   | 1939         | [ 3 ]  |
| 3   | Sydney Chaplin          | Ator, filho de Charles Chaplin        | Estados Unidos | 1926         | [ 4 ]  |
| 5   | Tullio Pinelli          | Roteirista                            | Itália         | 1908         | [ 5 ]  |
| 5   | Valeriy Broshin         | Futebolista                           | Rússia         | 1962         | [ 6 ]  |
| 6   | Susan Tsvangirai        | Política                              | Zimbabwe       | 1958         | [ 7 ]  |
| 12  | Blanca Varela           | Poeta                                 | Peru           | 1926         | [ 8 ]  |
| 13  | Andrew Martin           | Wrestler                              | Estados Unidos | 1975         | [ 9 ]  |
| 13  | Medet Sadyrkulov        | Político                              | Quirguistão    | 1953         | [ 10 ] |
| 14  | Alain Bashung           | Cantor                                | França         | 1947         | [ 11 ] |
| 14  | Millard Kaufman         | Roteirista                            | Estados Unidos | 1917         | [ 12 ] |
| 15  | Paulo Ponte             | Bispo                                 | Brasil         | 1931         | [ 13 ] |
| 15  | Ron Silver              | Ator e ativista político              | Estados Unidos | 1946         | [ 14 ] |
| 16  | Alan Suddick            | Futebolista                           | Inglaterra     | 1944         | [ 15 ] |
| 17  | Clodovil Hernandes      | Estilista, apresentador e político    | Brasil         | 1937         | [ 16 ] |
| 18  | Natasha Richardson      | Atriz                                 | Inglaterra     | 1963         | [ 17 ] |
| 19  | Francisco Pereira Filho | Jornalista e empresário               | Brasil         | 1926         | [ 18 ] |
| 20  | Abdellatif Filali       | Político                              | Marrocos       | 1928         | [ 19 ] |
| 21  | Jade Goody              | Empresária e ex-Big Brother           | Inglaterra     | 1981         | [ 20 ] |
| 23  | Carlos Semprún          | Escritor, dramaturgo e jornalista     | Espanha        | 1926         | [ 21 ] |
| 27  | Moacyr de Góes          | Educador e escritor                   | Brasil         | 1930         | [ 22 ] |
| 28  | Vladimir Fedotov        | Futebolista e treinador               | Rússia         | 1943         | [ 23 ] |
| 29  | Andy Hallett            | Ator                                  | Estados Unidos | 1975         | [ 24 ] |
| 29  | Maurice Jarre           | Compositor                            | França         | 1924         | [ 25 ] |
| 30  | Ankito                  | Ator                                  | Brasil         | 1924         | [ 26 ] |
| 30  | Jackie Pretorius        | Automobilista                         | África do Sul  | 1934         | [ 27 ] |
| 31  | Raúl Alfonsín           | Ex-presidente da República            | Argentina      | 1927         | [ 28 ] |